# Friedrich Hohe
Friedrich Wilhelm Anton Hohe (* 3. April 1802 in Bayreuth; † 7. Juni 1870 in München) war ein deutscher Maler und Lithograf.

## Leben
Hohe war der dritte Sohn des Malers Johann Hohe (14. Dezember 1774–19. Juli 1847) und dessen Frau Christina Johanna (geborene Goetschel; † 22. Dezember 1829). Er besuchte bis zu seinem 14. Lebensjahr ein Gymnasium in Bayreuth und erhielt nach einem zweijährigen Fouriersdienst seinen ersten Unterricht im Zeichnen und der Malerei durch seinen Vater. Er war zunächst auch gemeinsam mit diesem tätig. Am 19. April 1820 schrieb er sich an der Kunstakademie in München für des Fach Figurenzeichnen ein. Während des Studiums verdiente er sich seinen Lebensunterhalt durch die Anfertigung von Dekorationen und Miniaturporträts und fertigte im Antikensaal der Akademie Zeichnungen an. Er hielt sich um 1821 sieben Monate lang in Erlangen auf, um dort nach der Natur zu zeichnen und trug mit Zeichnungen zur Anatomie des Chirurgen Bernhard Nathanael Gottlob Schreger bei. Als er zurück in München war fertigte er einige Zeichnungen für die Prachtausgabe des Werkes über die Palmen von Carl Friedrich Philipp von Martius. Bald darauf erhielt er durch die Unternehmer des Galeriewerkes in München, Piloty und Comp. die Gelegenheit das Bild Seestrand nach Philips Wouwerman zu lithografieren. Anschließend reiste er in die Schweiz und besuchte kurzzeitig seine Heimatstadt Bayreuth.
Ab 1823 widmete er sich bis kurz vor seinem Lebensende ausschließlich der Lithografie. Von März bis September 1826 unternahm er in Begleitung von Carl Rottmann eine Reise nach Italien und übernahm 1828 die Leitung der von Cotta bis 1833 veranstalteten lithographischen Herausgabe der herzoglich Leuchtenberg’schen Galerie. Hohe beteiligte sich  mit einigen Blättern an Franz Hanfstaengls Herausgabe der Dresdener Galerie. Er kehrte anschließend nach München zurück. In den letzten Lebensjahren versuchte er sich als Landschafts-, Porträt- und Tiermaler.

## Familie

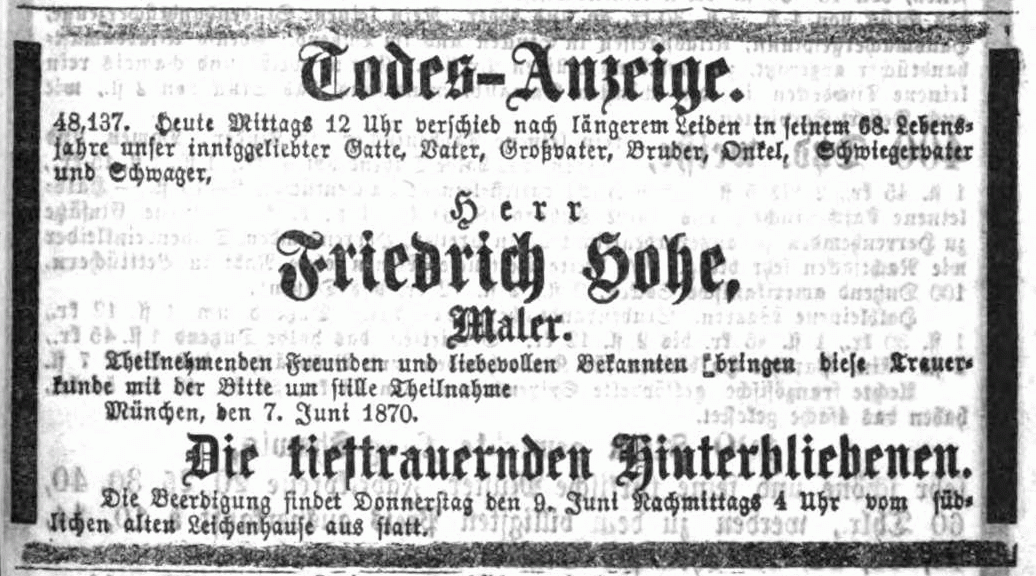
Todesanzeige In: Neuesten Nachrichten aus dem Gebiete der Politik. 8. Juni 1870, S. 15

Seit dem 9. Mai 1830 war Hohe mit Carolina (geborene Deuringer; 1806–1872) aus Augsburg verheiratet, einer Tochter von Joseph Deuringer (gestorben am 9. Juli 1844), ehemaliger Gastwirt des „Goldenen Hahns“ in München. Er war der Vater von einem Sohn und zwei Töchtern.

„Der Magistrat der Stadt München erteilte Friedrich Hohe am 23. April 1830 die Erlaubnis zur Verehelichung mit der ‚Weingastgeber Tochter‘ Carolina Deuringer aus Augsburg. Die Hochzeit fand am 9. Mai 1830 statt.“

- Friedrich Joseph Hohe (* 10. April 1831)
- Johanna Karolina Hohe (* 4. Oktober 1835)
- Carolina Hohe (* 3. September 1837)

Hohe hatte insgesamt fünf Geschwister, darunter den Universitätszeichenlehrer Nicolaus Christian Hohe (1798–1868) und Johann Georg Hohe (16. Mai 1800–10. Januar 1872), der Jurist und bayrische Verwaltungsbeamter wurde, dieser nannte sich Georg Hohe und später Georg Gustav von Hohe.

## Werke (Auswahl)
Lithografien

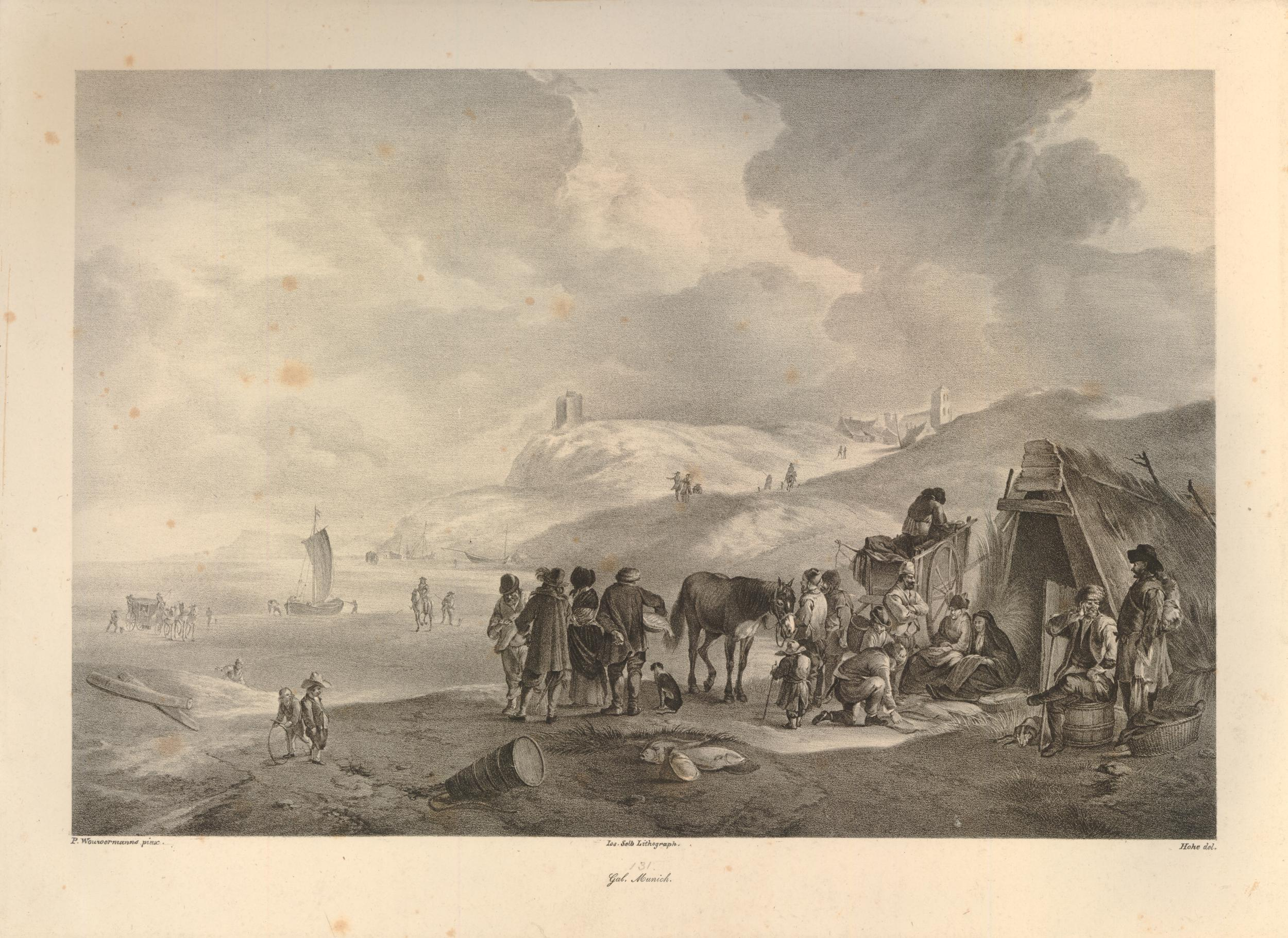
Lithografie nach Ph. Wouwerman

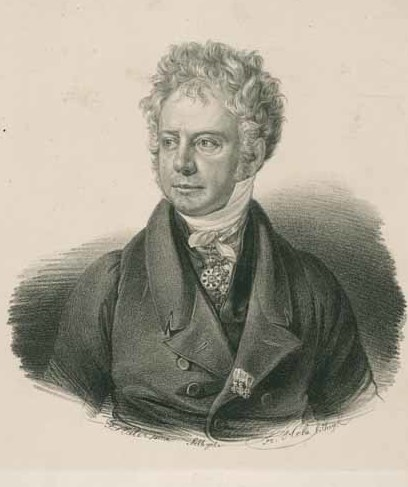
Georg Friedrich von Reichenbach (nach Stieler)

- Pferdeschwemme nach Philips Wouwerman
- Wasserfall nach von Ruysdael
- Pferdestall nach Karl Wilhelm von Heideck, 1825
- Die Amazonenschlacht nach Peter Paul Rubens
- Der Morgen oder die Ansicht von Partenkirchen, Kriegs-Szenen, Ein österreichisches Lager, Einzug König Ottos in Nauplia (1836) nach Peter von Hess
- Georg von Reichenbach nach Joseph von Stieler
- Auswahl von Gemälden in München lebender Künstler aller Fächer

Malerei
- Skizzen zu Partenkirchen vom Zugspitz, Hintersee bei Berchtesgaden, Ansichten vom Starnbergersee, Schwarzbachfall bei Jettenberg (1848)
- Hasen im Feld (von Rothmüller lithographirt)

Holzschnitte
- Jagdbilder (unter anderem für Herrn Petermann’s Jagdbuch oder Skizzen und Abenteuer aus den Jagdzügen des Herrn Petermann und seiner Freunde. Braun & Schneider Verlag, München)